# Кшивовулька
Кшивовулька (пол. Krzywowólka) — деревня в Бяльском повете Люблинского воеводства Польши. Входит в состав гмины Славатыче. По данным переписи 2011 года, в деревне проживало 148 человек.

## География
Деревня расположена на востоке Польши, на левом берегу реки Саювки (приток Западного Буга), на расстоянии приблизительно 36 километров к юго-востоку от города Бяла-Подляска, административного центра повета. Абсолютная высота — 155 метров над уровнем моря. К югу от населённого пункта проходит региональная автодорога 63.

## История
По данным на 1827 год имелось 46 дворов и проживало 305 человек. Согласно «Справочной книжке Седлецкой губернии на 1875 год» деревня входила в состав гмины Межилесь Бельского уезда Седлецкой губернии.
В период с 1975 по 1998 годы деревня входила в состав Бяльскоподляского воеводства.

## Население
Демографическая структура по состоянию на 31 марта 2011 года:
|         | Всего | До трудоспособного возраста | Трудоспособного возраста | Старше трудоспособного возраста |
| ------- | ----- | --------------------------- | ------------------------ | ------------------------------- |
| Мужчины | 80    | 24                          | 48                       | 8                               |
| Женщины | 68    | 9                           | 39                       | 20                              |
| Всего   | 148   | 33                          | 87                       | 28                              |